# Regierung Rudolf Beran I

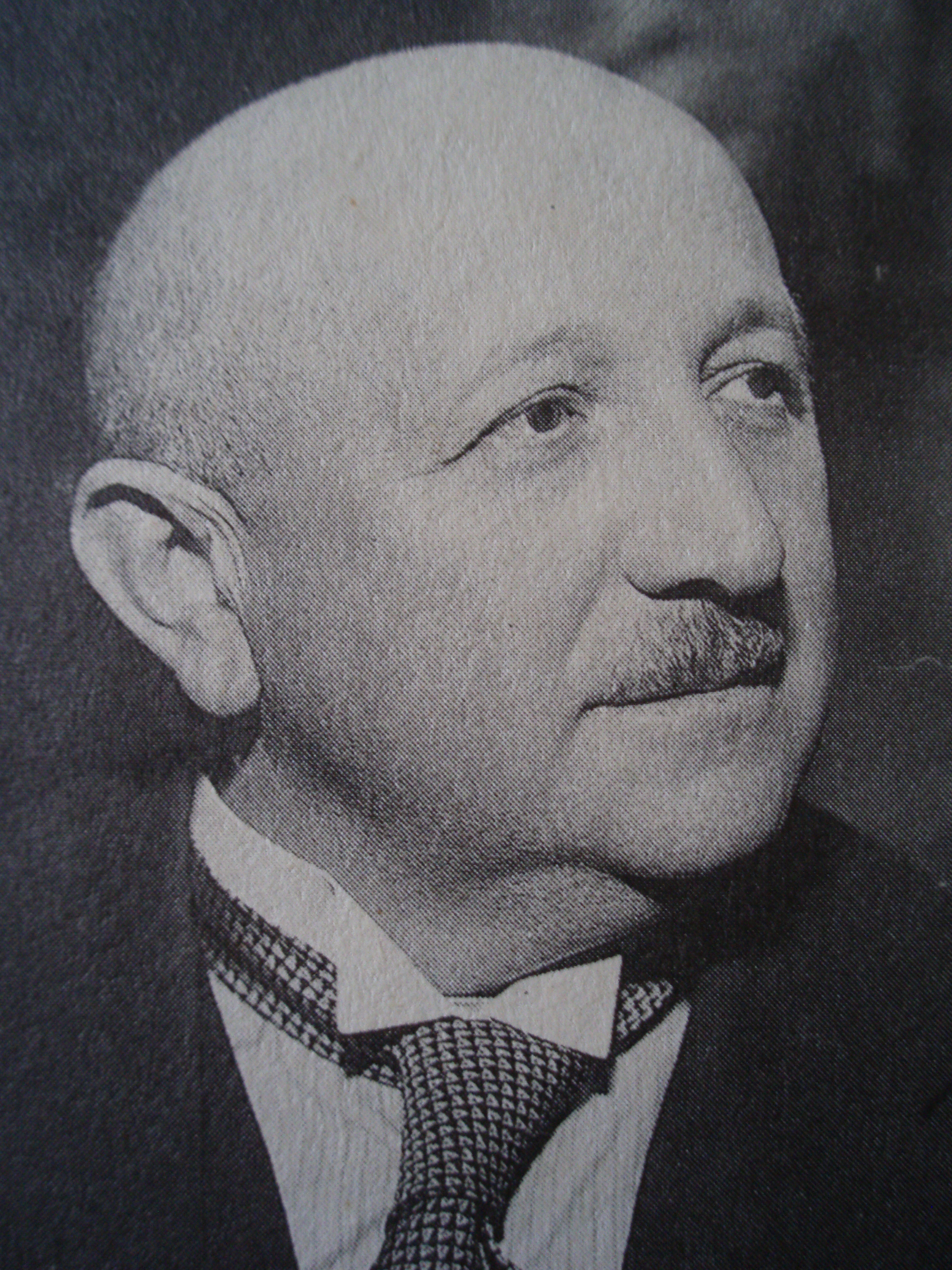
Rudolf Beran

Die Regierung Rudolf Beran I, geführt vom Ministerpräsidenten Rudolf Beran, war die Regierung der Tschecho-Slowakischen Republik ab dem 1. Dezember 1938. Nach der Zerschlagung der Rest-Tschechei blieb sie vom März 1939 bis zum 27. April 1939 im neu gebildeten Protektorat Böhmen und Mähren im Amt als die Regierung Rudolf Beran II.

## Geschichte
Mit dem Münchner Abkommen und der Sudetenkrise sowie dem Ersten Wiener Schiedsspruch wurde die Tschechoslowakei gezwungen, die deutsch besiedelten Gebiete, also das Sudetenland, am 1. Oktober 1938 an das nationalsozialistische Deutsche Reich abzutreten, sowie den südlichen, ungarisch besiedelten Teil der Slowakei an Ungarn. Zudem besetzte Polen das Olsagebiet und die Stadt Teschen.
Ab 1. Dezember 1938 amtierte Beran als tschecho-slowakischer Ministerpräsident. Nach dem Einmarsch der Wehrmacht und der sogenannten Zerschlagung der Rest-Tschechei im März 1939 blieb er zunächst im Amt als die  Regierung Rudolf Beran II.

## Regierungszusammensetzung
- Rudolf Beran, Ministerpräsident (1.12.1938 – 27.4.1939)
- Otakar Fischer, Innenminister (1.12.1938 – 27.4.1939)
- František Chvalkovský, Außenminister (16.3.1939 – 27.4.1939)
- Jan Syrový, Verteidigungsminister (16.3.1939 – 27.4.1939)
- Josef Kalfus, Finanzminister (1.12.1938 – 27.4.1939)
- Jan Kapras, Bildungsminister (1.12.1938 – 27.4.1939)
- Jaroslav Krejčí, Justizminister (1.12.1938 – 27.4.1939)
- Vlastimil Šádek, Minister für Industrie, Handel und Gewerbe (1.12.1938 – 27.4.1939)
- Alois Eliáš, Verkehrsminister (1.12.1938 – 27.4.1939)
- Dominik Čipera, Minister für öffentliche Arbeiten (1.12.1938 – 27.4.1939)
- Ladislav Karel Feierabend, Landwirtschaftsminister (1.12.1938 – 27.4.1939)
- Vladislav Klumpar, Minister für Soziales und Gesundheit (1.12.1938 – 27.4.1939)
- Karol Sidor, Minister ohne Geschäftsbereich (1.12.1938 – 14.3.1939)
- Jiří Havelka, Minister ohne Geschäftsbereich (1.12.1938 – 15.3.1939)

### Parteizugehörigkeit
Alle Minister waren Mitglieder der Strana národní jednoty, der Partei der Nationalen Einheit,  einer politischen Partei in der nach dem Münchner Abkommen entstandenen Tschecho-Slowakischen Republik. Sie bestand von Ende 1938 bis 1939.